# 南原警察署
南原警察署（ナムォンけいさつしょ）は、全北地方警察庁所管の警察署である。

## 管轄区域
- 南原市

## 沿革
- 1945年10月21日 - 開署。
- 2002年6月25日 - 現在の庁舎に移転。

## 組織
- 警務課
- 生活安全課
- 捜査課
- 情報保安課
- 警備交通課

## 管轄地区隊
- 中央地区隊
- 道通地区隊

## 管轄派出所
- 巳梅派出所
- 宝節派出所
- 金池派出所
- 松洞派出所
- 帯江派出所
- 雲峯派出所
- 引月派出所
- 山内派出所
- 阿英派出所

## 管轄治安センター
- 東忠治安センター
- 川渠治安センター
- 山亭治安センター
- 二百治安センター
- 朱川治安センター
- 山東治安センター
- 大山治安センター